# Bárcena (Santiurde de Toranzo)
Bárcena es una localidad del municipio de Santiurde de Toranzo (Cantabria, España). En 2008 contaba con una población de 92 habitantes (INE). La localidad está ubicada a 194 metros de altitud sobre el nivel del mar, y a 7,5 kilómetros de la capital municipal, Santiurde de Toranzo.

## Personalidades destacadas
Yasser Gómez, jugador de béisbol de origen cubano con ascedientes de Bárcena, internacional con la selección española de béisbol
- Datos: Q5736401